# 토우마 유미
토우마 유미(冬馬 由美, 1966년 12월 20일 ~ ) 또는 토마 유미는 일본의 성우이다. 본명은 나카가와 유미(中川 由美)이지만 결혼하면서 성이 요시다(吉田)로 바뀌었다.

## 출연작

### TV 애니메이션
1986년
- 드래곤볼(걀)

1990년
- 외계소년 위제트 (조연 다수)

1991년
- 타이의 대모험(고메)
- 보거스는 내 친구 (조연 다수)
- 기갑경찰 메탈잭(크롤러)

1993년
- 미소녀전사 세일러문 R (앤)

1994년
- 여신전사(리프밀라 가이스)
- 미소녀 전사 익셀리온(시이나 나미)

1995년
- 신기동전기 건담 W (샐리 포)
- 슬레이어즈 (실피르 넬스 라다)
- 졸업 (다카기 레이코)
- 환상게임 (혼고 유이)
- 사랑은 정말 (나카츠 마리코)

1998년
- 오!나의 여신님:작다는 건 편리해(울드)
- 4차원 탐정 똘비 (TP레이디)

1999년
- 강철천사 구루미(미하일)

2001년
- 고코로 도서관(모모치 마리에)
- 나지카 전격작전(히이라기 나지카)

2002년
- 십이국기(렌린)
- 피타텐(냐)
- 쁘띠 프리 유시(로자)

2003년
- 나루에의 세계(하루나)

2005년
- 엠마:영국 사랑 이야기(엠마)
- AIR(기리시마 히지리)
- 오!나의 여신님(울드)

2006년
- 오!나의 여신님:각자의 날개(울드)

2007년
- 엠마:영국 사랑 이야기 제2막(엠마)
- 오! 나의 여신님:싸우는 날개(울드)

### OVA
1990년
- 로도스도 전기(디드리트)

1992년
- 사이버 포뮬러 더블원(클레어 포트란)

1993년
- 오! 나의 여신님OVA(울드,베르단디[어린시절])

1994년
- 나의 지구를 지켜줘(고바야시 링)
- 사이버 포뮬러 제로(클레어 포트란)

1996년
- 사이버 포뮬러 사가(클레어 포트란)

1997년
- 신기동전기 건담 W Endless Waltz (샐리 포)

1998년
- 철권 OVA(카자마 쥰)

2004년
- 큐티하니(블랙 쿠로)

2005년
- 슈퍼로봇대전 OVA(아야 고바야시)

### 극장판
2000년
- 피츄와 피카츄(피츄 형)
- 극장판 오! 나의여신님(울드)

2001년
- 극장판 포켓몬스터 세레비 시간을 초월한 만남(뉴라(포푸니)

2005년
- 극장판 AIR(기리시마 히지리)

### 게임
1991년
- 뿌요뿌요(루루)

1994년
- 뿌요뿌요2(루루)

1997년
- 랑그릿사1(나므)
- 철권3(링 샤오유)
- 파랜드 스토리~4개의 봉인~(엘레노아)

1998년
- 미쓰메테 나이트(라이즈 하이머, 루나)
- 소울 칼리버(아이비 이자벨라 발렌타인)
- 영웅전설 III 하얀 마녀 (세가세턴판)(사라, 스텔라)
- 제노기어스(에리(엘레하임 반 호템), 엘레하임)
- Sequence Palladium(도나멜 크라스카엔)

1999년
- 철권 태그 토너먼트(링 샤오유)

2001년
- 철권4(링 샤오유)

2002년
- 백힐초화 -EPISODE OF THE CLOVER-(다카미야 엘렌)
- 소울 칼리버2(아이비 이자벨라 발렌타인)
- 제노사가 에피소드I[힘으로의 의지](네빌림)

2003년
- 테일즈 오브 심포니아(리필 세이지, 노이슈)

2004년
- 철권5(링 샤오유)
- 제노사가 프릭스(네빌림)
- 제노사가 에피소드II[선악의 피안](네빌림)
- DIGITAL DEVIL SAGA 아바탈 튜너1(알지라)

2005년
- DIGITAL DEVIL SAGA 아바탈 튜너2(알지라)
- 소울 칼리버3(아이비 이자벨라 발렌타인)

2006년
- 철권5 DR(링 샤오유)
- 제노사가I·II(네빌림)
- 제노사가 에피소드III[차라투스트라는 이렇게 말했다.](네빌림)

2007년
- 테일즈 오브 팬덤 Vol.2(리필 세이지)
- 철권6(링 샤오유)

2008년
- 카드케우스 뉴 블러드(발레리 플레이록)
- 테일즈 오브 심포니아 라타토스크의 기사(리필 세이지)